# Янги
Янги (на акадски: 𒅀𒀭𒄀 или Ia-an-gi) е трети цар на Асирия, от династията на „17 царе, които живели в палатки“. Той наследява трона от Адаму. Управлява в периода 2375 – 2350 пр.н.е.